# Ван Лун, Джон
Йоханнес Мария (Джон) ван Лун (нидерл. Johannes Maria "John" van Loen; род. 4 февраля 1965, Утрехт) — нидерландский футболист, нападающий, тренер, участник чемпионата мира по футболу 1990 года.

## Клубная карьера
Джон родился в Утрехте, Нидерланды. Именно в родном городе начал заниматься футболом, сначала — в УВВ Утрехт, а затем, в 1983 году перешёл в «Утрехт» — крупнейший клуб города, играющий в Эредивизи. Уже во втором сезоне в клубе Джон стал игроком основного состава. Проведя в клубе пять лет, перешёл в «Роду». По прошествии двух лет отправился за границу в бельгийский «Андерлехт», но не сумев проявить себя должным образом, вернулся на родину. На этот раз, ван Лун стал игроком амстердамского «Аякса».

## Статистика

### Матчи ван Луна за сборную Нидерландов
| Матчи ван Луна за сборную Нидерландов | Матчи ван Луна за сборную Нидерландов | Матчи ван Луна за сборную Нидерландов | Матчи ван Луна за сборную Нидерландов | Матчи ван Луна за сборную Нидерландов | Матчи ван Луна за сборную Нидерландов |
| ------------------------------------- | ------------------------------------- | ------------------------------------- | ------------------------------------- | ------------------------------------- | ------------------------------------- |
| №                                     | Дата                                  | Соперник                              | Счёт                                  | Голы ван Луна                         | Соревнование                          |
| 1                                     | 20 ноября 1985                        | Бельгия                               | 2:1                                   | —                                     | Чемпионат мира 1986 (отбор)           |
| 2                                     | 16 ноября 1988                        | Италия                                | 0:1                                   | —                                     | Товарищеский матч                     |
| 3                                     | 4 января 1989                         | Израиль                               | 2:0                                   | 1                                     | Товарищеский матч                     |
| 4                                     | 6 сентября 1989                       | Дания                                 | 2:2                                   | —                                     | Товарищеский матч                     |
| 5                                     | 20 декабря 1989                       | Бразилия                              | 0:1                                   | —                                     | Товарищеский матч                     |
| 6                                     | 28 марта 1990                         | СССР                                  | 1:2                                   | —                                     | Товарищеский матч                     |
| 7                                     | 21 июня 1990                          | Ирландия                              | 1:1                                   | —                                     | Чемпионат мира 1990                   |

Итого: 7 матчей / 1 гол; 2 победы, 2 ничьи, 3 поражения.